# 오키나와시
오키나와시(일본어: 沖縄市, 문화어: 오끼나와시)는 일본 오키나와섬 중부에 있는 시이며, 오키나와현에서 2번째로 큰 도시이다.

## 개요
오키나와 도시권을 구성하는 중심 도시이다. 또 철도가 없는 도시 가운데 일본에서 제일 큰 도시이다. 가데나 기지 등 주일 미군 기지가 많기 때문에 국제적 풍조가 강하고 독자적인 문화가 강한 오키나와현에서도 가장 독특한 분위기를 나타내는 도시이다.
예능 활동이 번성하고 많은 음악가를 낳은 도시이기도 하다. 고자(コザ) 지구와 미사토(美里) 지구 등 2개 지구로 도시가 구분된다. 도시 이름이 현의 명칭과 같지만 현청 소재지가 아닌 도시이기도 하다.

## 지리
오키나와섬 중부에 위치하고 나하시에서 북동쪽으로 약 20km가량 떨어진 곳에 있으며 태평양과 접한다. 서비스업의 중심은 국도 제330호선 주변의 고야 십자로(胡屋十字路)에서 고자 십자로(コザ十字路)에 이르는 거리이다. 또 고야 십자로에서 가데나 기지 게이트에 걸친 공항 거리(空港通り)나 중앙 파크 애비뉴(中央パークアベニュー)는 미군이 많이 방문하기 때문에 간판에 일본어와 영어를 병기하는 가게가 많다.
다만 근래에 차탄정(北谷町) 미군 지구와 우루마시(うるま市)에 대형 상업시설이 건설됨에 따라 이 거리의 상업 쇠퇴가 예상된다. 도시 북부의 가데나정(嘉手納町)이나 온나촌(恩納村) 같은 지역은 가데나 주일 미 공군 기지와 탄약고가 면적의 대부분을 점유하고 있다.

### 인접한 자치체
- 우루마시(うるま市)
- 가데나정(嘉手納町)
- 자탄정(北谷町)
- 온나촌(恩納村)
- 기타나카구스쿠촌(北中城村)

## 역사
- 1908년 - 오키나와현의 도서정촌제 시행으로 고에쿠촌(越来村)과 미사토촌(美里村)이 탄생하였다.
- 1956년 6월 13일 - 고에쿠촌에서 고자촌(コザ村)으로 명칭을 변경하였다.
- 1956년 7월 1일 - 고자촌이 시로 승격해 고자시(コザ市)가 탄생하였다.
- 1974년 4월 1일 - 고자시와 미사토촌이 합병하여 오키나와시가 되었다.

## 교통
- 오키나와 자동차도
- 국도 제329호선
- 국도 제330호선

## 자매 도시
- 일본 오사카부 도요나카시(1974년 11월 3일)
- 일본 야마가타현 요네자와시(1994년 4월 1일)
- 일본 아이치현 도카이시(2008년 11월 7일)

## 미군 기지
- 가데나 비행장(嘉手納飛行場)
- 가데나 탄약고(嘉手納弾薬庫)
- 캠프 실즈(キャンプシールズ)
- 캠프 즈케란(キャンプ瑞慶覧)